# Palermo Ladies Open
Palermo Ladies Open je profesionální tenisový turnaj žen hraný v italském Palermu, ležícím na Sicílii. Založen byl v roce 1988. Ke zrušení došlo v sezóně 2013 a k opětovnému obnovení roku 2019. Na ženském profesionálním okruhu WTA Tour turnaj od roku 2021 patří do kategorie WTA 250, která nahradila WTA International.

## Historie
První dva ročníky palermského turnaje v letech 1988 a 1989 proběhly v rámci série Satellite Circuit.
Od roku 1990 se událost hrála na ženském okruhu WTA Tour a to postupně v kategoriích Tier IV či Tier V. Při reformě koncepce okruhu byl od sezóny 2009 zařazen do kategorie WTA International, kde setrval až do zrušení v roce 2013. Původně tříletou smlouvu na právo pořádat turnaj, s opcí na další tři roky, tehdy odkoupil Malaysian Open v Kuala Lumpuru. Do kalendáře okruhu WTA se vrátil v sezóně 2019 opět v kategorii WTA International.
Turnaj se odehrává v areálu Country Time Clubu na otevřených antukových dvorcích. Do soutěže dvouhry nastupuje třicet dva singlistek a čtyřhry se účastní šestnáct dvojic. Nejvyšší počet pěti singlových titulů vyhrála Španělka Anabel Medinaová Garriguesová, včetně tří vítězných ročníků v řadě.

## Přehled vývoje názvu
| sezóny    | název                    |
| --------- | ------------------------ |
| 1988–1999 | Torneo Internazionale    |
| 2000–2012 | Internazionali Femminili |
| 2013      | Italiacom Open           |
| 2019–     | Palermo Ladies Open      |

## Přehled finále

### Dvouhra
| Rok  | vítězka                        | finalistka                 | výsledek           |
| ---- | ------------------------------ | -------------------------- | ------------------ |
| 1988 | Karin Kschwendtová             | Marzia Grossiová           | 4–6, 6–0, 6–1      |
| 1989 | Janine Thompsonová             | Laura Golarsaová           | 6–2, 6–7, 6–4      |
| 1990 | Isabel Cuetová                 | Barbara Paulusová          | 6–2, 6–3           |
| 1991 | Mary Pierceová                 | Sandra Cecchiniová         | 6–0, 6–3           |
| 1992 | Mary Pierceová (2)             | Brenda Schultzová          | 6–1, 6–7(3–7), 6–1 |
| 1993 | Radka Bobková                  | Mary Pierceová             | 6–3, 6–2           |
| 1994 | Irina Spîrleaová               | Brenda Schultzová          | 6–4, 1–6, 7–6(7–5) |
| 1995 | Irina Spîrleaová (2)           | Sabine Hacková             | 7–6(7–1), 6–2      |
| 1996 | Barbara Schettová              | Sabine Hacková             | 6–3, 6–3           |
| 1997 | Sandrine Testudová             | Jelena Makarovová          | 7–5, 6–3           |
| 1998 | Patty Schnyderová              | Barbara Schettová          | 6–1, 5–7, 6–2      |
| 1999 | Anastasija Myskinová           | Ángeles Montoliová         | 3–6, 7–6(7–4), 6–2 |
| 2000 | Henrieta Nagyová               | Pavlina Nolaová            | 6–3, 7–5           |
| 2001 | Anabel Medina Garriguesová     | Cristina Torrens Valerová  | 6–4, 6–4           |
| 2002 | Mariana Díaz Olivaová          | Věra Zvonarevová           | 6–7(6–8), 6–1, 6–3 |
| 2003 | Dinara Safinová                | Katarina Srebotniková      | 6–3, 6–4           |
| 2004 | Anabel Medina Garriguesová (2) | Flavia Pennettaová         | 6–4, 6–4           |
| 2005 | Anabel Medina Garriguesová (3) | Klára Koukalová            | 6–4, 6–0           |
| 2006 | Anabel Medina Garriguesová (4) | Tathiana Garbinová         | 6–4, 6–4           |
| 2007 | Ágnes Szávayová                | Martina Müllerová          | 6–0, 6–1           |
| 2008 | Sara Erraniová                 | Maria Korytcevová          | 6–2, 6–3           |
| 2009 | Flavia Pennettaová             | Sara Erraniová             | 6–1, 6–2           |
| 2010 | Kaia Kanepiová                 | Flavia Pennettaová         | 6–4, 6–3           |
| 2011 | Anabel Medina Garriguesová (5) | Polona Hercogová           | 6–3, 6–2           |
| 2012 | Sara Erraniová (2)             | Barbora Záhlavová-Strýcová | 6–1, 6–3           |
| 2013 | Roberta Vinciová               | Sara Erraniová             | 6–3, 3–6, 6–3      |
| 2014 | turnaj se nekonal              | turnaj se nekonal          | turnaj se nekonal  |
| 2018 | turnaj se nekonal              | turnaj se nekonal          | turnaj se nekonal  |
| 2019 | Jil Teichmannová               | Kiki Bertensová            | 7–6(7–3), 6–2      |
| 2020 | Fiona Ferrová                  | Anett Kontaveitová         | 6–2, 7–5           |
| 2021 | Danielle Collinsová            | Elena-Gabriela Ruseová     | 6–4, 6–2           |
| 2022 | Irina-Camelia Beguová          | Lucia Bronzettiová         | 6–2, 6–2           |
| 2023 | Čeng Čchin-wen                 | Jasmine Paoliniová         | 6–4, 1–6, 6–1      |
| 2024 | Čeng Čchin-wen                 | Karolína Muchová           | 6–4, 4–6, 6–2      |

### Čtyřhra
| Rok  | vítězky                                                      | finalistky                                                | výsledek              |
| ---- | ------------------------------------------------------------ | --------------------------------------------------------- | --------------------- |
| 1988 | Janet Soutová Rosa Bielsová                                  | Allison Cooperová Mary Norwoodová                         | 6–3, 2–6, 7–5         |
| 1989 | Barbara Romanová Marzia Grossiová                            | Rachel McQuillanová Kristine Radfordová                   | 6–3, 6–2              |
| 1990 | Laura Garroneová Karin Kschwendtová                          | Florencia Labatová Barbara Romanová                       | 6–2, 6–4              |
| 1991 | Mary Pierceová Petra Langrová                                | Laura Garroneová Mercedes Pazová                          | 6–3, 6–7(5–7), 6–3    |
| 1992 | Halle Cioffiová María José Gaidanová                         | Petra Langrová Ana Seguraová                              | 6–3, 4–6, 6–3         |
| 1993 | Karin Kschwendt Natalia Medveděvová                          | Silvia Farina Eliaová Brenda Schultz                      | 6–4, 7–6              |
| 1994 | Ruxandra Dragomirová Laura Garroneová (2)                    | Alice Canepová Giulia Casoniová                           | 6–1, 6–0              |
| 1995 | Radka Bobková Petra Langrová (2)                             | Petra Schwarzová Katarína Studeníková                     | 6–4, 6–1              |
| 1996 | Janette Husárová Barbara Schettová                           | Florencia Labatová Barbara Rittnerová                     | 7–6, 6–1              |
| 1997 | Silvia Farina Eliaová Barbara Schettová (2)                  | Florencia Labatová Mercedes Pazová                        | 2–6, 6–1, 6–4         |
| 1998 | Pavlina Nolaová Elena Wagnerová                              | Patty Schnyderová Barbara Schettová                       | 6–4, 6–2              |
| 1999 | Tina Križanová Katarina Srebotniková                         | Åsa Svenssonová Sonya Jeyaseelanová                       | 4–6, 6–3, 6–0         |
| 2000 | Silvia Farina Eliaová (2) Rita Grandeová                     | Ruxandra Dragomirová Virginia Ruano Pascualová            | 6–4, 0–6, 7–6         |
| 2001 | Tathiana Garbinová Janette Husárová (2)                      | María José Martínez Sánchezová Anabel Medina Garriguesová | 4–6, 6–2, 6–4         |
| 2002 | Jevgenija Kulikovská Jekatěrina Sysojevová                   | Lubomira Bačevová Angelika Röschová                       | 6–4, 6–3              |
| 2003 | Adriana Serra Zanettiová Emily Stellato                      | María José Martínez Sánchezová Arantxa Parra Santonjaová  | 6–4, 6–2              |
| 2004 | Anabel Medina Garriguesová Arantxa Sánchezová-Vicariová      | Ľubomíra Kurhajcová Henrieta Nagyová                      | 6–3, 7–6(7–4)         |
| 2005 | Giulia Casoniová Maria Korytcevová                           | Klaudia Jansová Alicja Rosolská                           | 4–6, 6–3, 7–5         |
| 2006 | Janette Husárová (3) Michaëlla Krajiceková                   | Alice Canepaová Giulia Gabbaová                           | 6–0, 6–0              |
| 2007 | Maria Korytcevová Darja Kustovová                            | Alice Canepová Karin Knappová                             | 6–4, 6–1              |
| 2008 | Sara Erraniová Nuria Llagostera Vivesová                     | Alla Kudrjavcevová Anastasija Pavljučenkovová             | 2–6, 7–6(7–1), 10–4   |
| 2009 | Nuria Llagostera Vivesová (2) María José Martínez Sánchezová | Maria Korytcevová Darja Kustovová                         | 6–1, 6–2              |
| 2010 | Alberta Briantiová Sara Erraniová (2)                        | Jill Craybasová Julia Görgesová                           | 6–4, 6–1              |
| 2011 | Sara Erraniová (3) Roberta Vinciová                          | Andrea Hlaváčková Klára Zakopalová                        | 7–5, 6–1              |
| 2012 | Renata Voráčová Barbora Záhlavová-Strýcová                   | Darija Juraková Katalin Marosiová                         | 7–6(7–5), 6–4         |
| 2013 | Kristina Mladenovicová Katarzyna Piterová                    | Karolína Plíšková Kristýna Plíšková                       | 6–1, 5–7, [10–8]      |
| 2014 | turnaj se nekonal                                            | turnaj se nekonal                                         | turnaj se nekonal     |
| 2018 | turnaj se nekonal                                            | turnaj se nekonal                                         | turnaj se nekonal     |
| 2019 | Cornelia Listerová Renata Voráčová                           | Jekatěrine Gorgodzeová Arantxa Rusová                     | 7–6(7–2), 6–2         |
| 2020 | Arantxa Rusová Tamara Zidanšeková                            | Elisabetta Cocciarettová Martina Trevisanová              | 7–5, 7–5              |
| 2021 | Erin Routliffeová Kimberley Zimmermannová                    | Natela Dzalamidzeová Kamilla Rachimovová                  | 7–6(7–5), 4–6, [10–4] |
| 2022 | Anna Bondárová Kimberley Zimmermannová                       | Amina Anšbová Panna Udvardyová                            | 6–3, 6–2              |
| 2023 | Jana Sizikovová Kimberley Zimmermannová                      | Angelica Moratelliová Camilla Rosatellová                 | 6–2, 6–4              |
| 2024 | Alexandra Panovová Jana Sizikovová                           | Yvonne Cavallé Reimersová Aurora Zantedeschiová           | 4–6, 6–3, [10–5]      |